# Chalcosyrphus admirabilis
Chalcosyrphus admirabilis är en tvåvingeart som beskrevs av Mutin 1984. Chalcosyrphus admirabilis ingår i släktet mulmblomflugor, och familjen blomflugor. Inga underarter finns listade i Catalogue of Life.